# FERRI s.r.l.
FERRI s.r.l. — итальянская компания. Полное наименование — FERRI s.r.l..

## История
1844 год — основание компании.
1930е годы — компания является одним из основных производителей страны сельскохозяйственной техники и оборудования
1950-е годы — производство машин для стрижки и мытья конопли; производство. К ним добавился целый ряд машин и оборудования, предназначенных для первичного сектора, таких как дисковые бороны, клетевые колеса для тракторов, катки, одноколесный культиватор и, наконец, малогабаритные и автоматические корчеватели
1960 год — Поворотная точка развития компании в технической части. Начало производства мульчирующих косилок.
1969 год — Производство первой мульчирующей косилки
1970 год — Производство первого гидравлического мульчировщика.
1980 год — производство первого манипуляторного мульчировщика.
1990е годы — обновление окрасочной линии.
1999 год — получение очередного свидетельства стандарту качества ISO 9001.
2001 год — открытие филиала во Франции.
2004 год — внедрение автоматических сборочных линий для манипуляторных косилок.
2016 — заключение соглашения с UnimogPartner от Mercedes Benz в рамках разработки манипуляторного мульчировщика для автомагистралей (Источник 1, Источник).
2020 — Продление соглашения о сотрудничестве с UnimogPartner от Mercedes Benz.

## Собственники и руководство
Семейное предприятие. С момента основания сменилось четыре поколения управляющих. История компании началась в кузнечном цеху Джованни Ферри, который занимался ремонтом оборудования местных фермеров, а потом и производством. И продолжалась первыми техническими разработками, внедряемыми его сыном Улиссом Ферри (Ulisse Ferri). С 1980х годов, дети Улисса — Сандро Ферри и Жизелла Ферри стали частью компании.

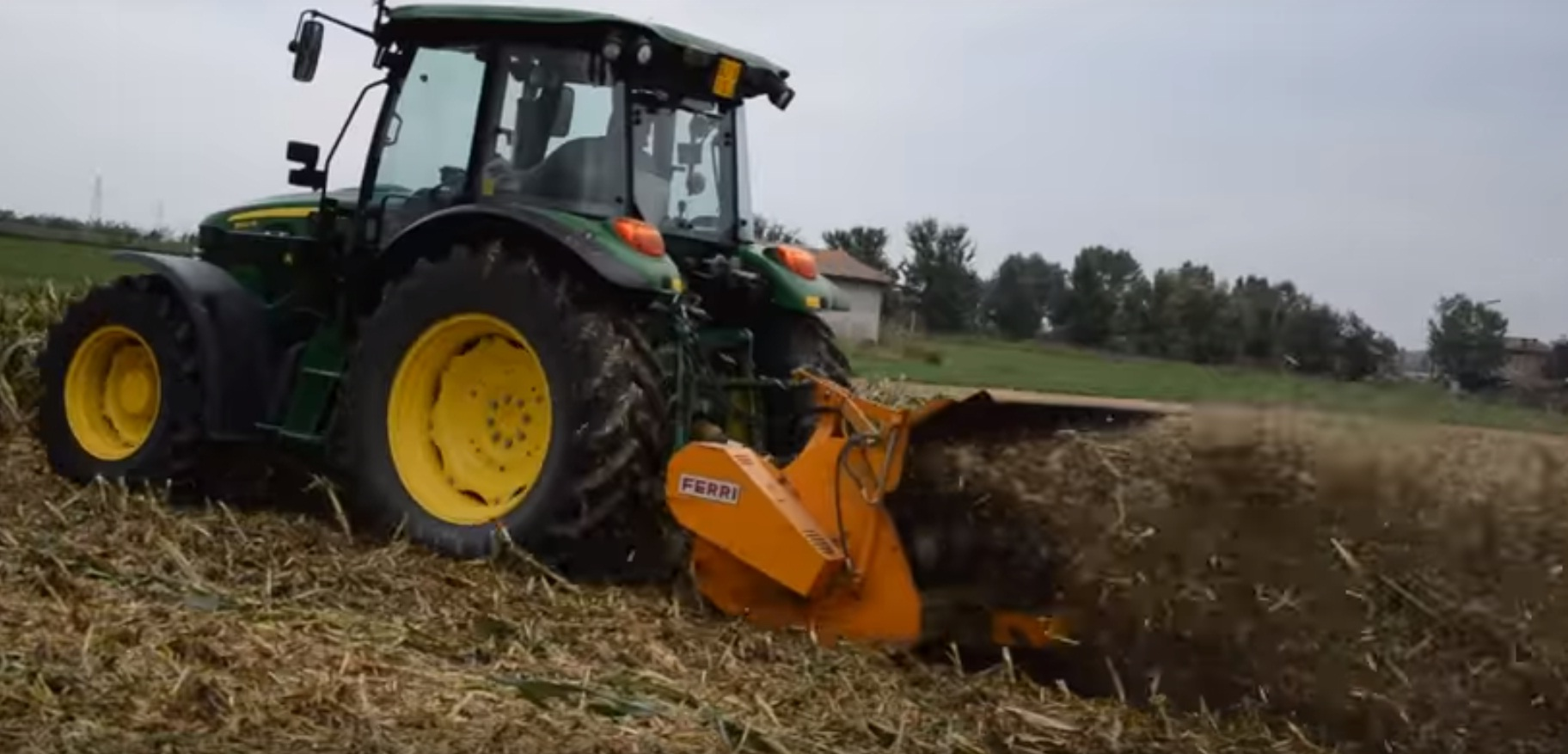
FERRI F — одна из первых моделей

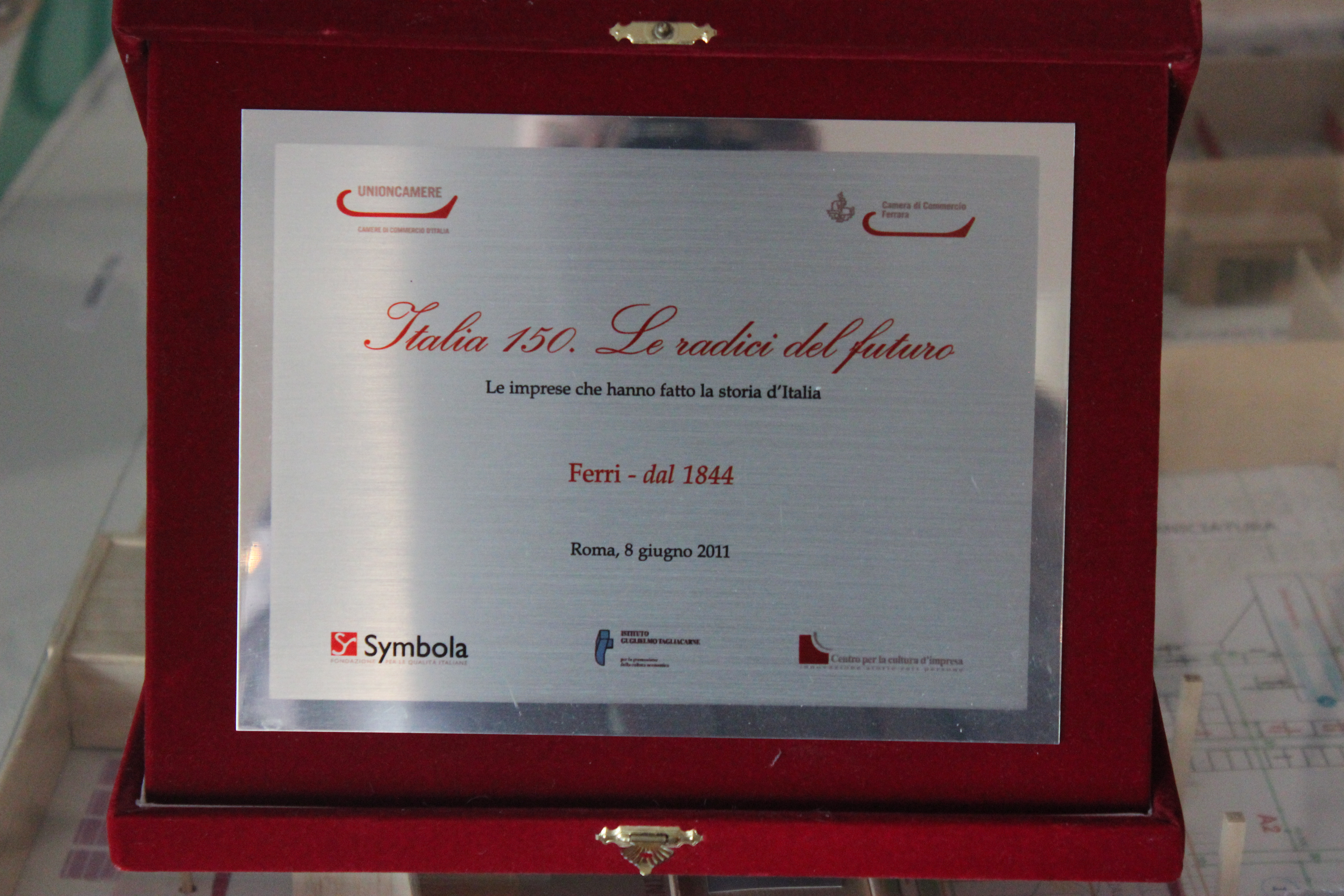
Почетный знак «Компании, вошедшей в историю Италии»

## Деятельность
Долгое время FERRI является единственной компанией в Европе со сборочной и тестировочной конвейерной линией производства косилок.
Достижения:
В настоящий момент компанией получено 15 патентных свидетельств (одно из них:).
Сандро Ферри (Sandro FERRI) и Жизель Ферри (Gisella Ferri) удостоены премии имени Пола Харриса (в знак признательности и благодарности за ощутимый и значительный вклад в содействие лучшему взаимопониманию и дружбе между народами по всему миру).

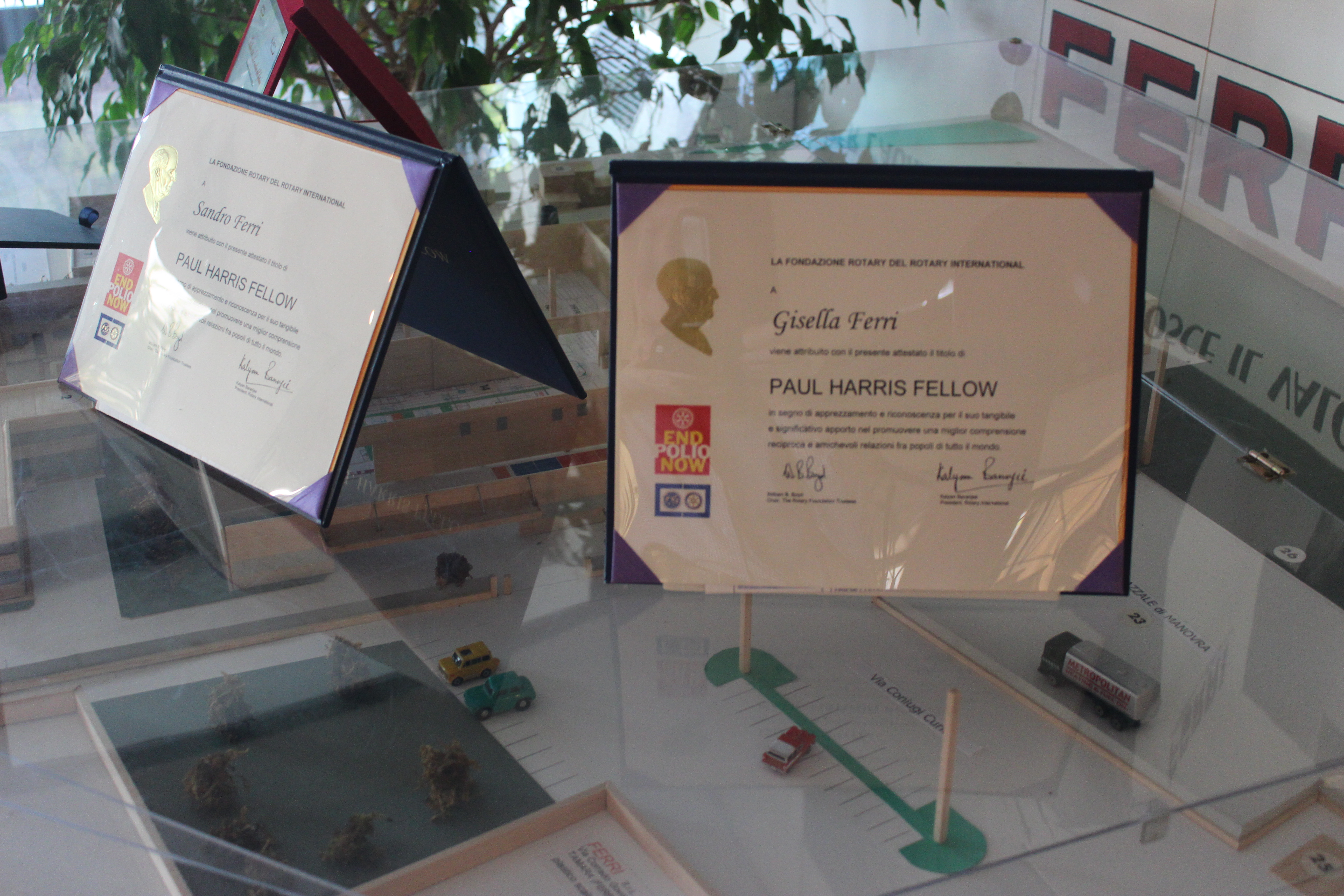
Премии Пола Харриса (вручены Сандро Ферри (Sandro FERRI) и Жизель Ферри (Gisella Ferri))

Производимая продукция — мульчировщики для сельскохозяйственных, коммунальных и смежных нужд. Сейчас выпускается более 80 моделей только среди манипуляторных косилок-мульчировщиков.
В 2018 году компанией Global Info Research опубликован отчет, согласно которому FERRI s.r.l. находится в топ 10 лидеров производителей манипуляторных косилок в мире

### Производимая продукция
Разные виды мульчировщиков, предназначенных для измельчения растительности с одновременным равномерным распределением получаемой массы по поверхности земли, иногда с перемешиванием с верхним слоем земли. Более подробно их классификация представлена ниже.

#### FERRI iCut
Самоходные косилки с дистанционным управлением, рассчитанные на работу преимущественно на крутых склонах начали разрабатываться компанией в 2000-х годах.
| Модель    | Мощность двигателя, л. с. | Масса, кг | Максимальная скорость, км/ч | Максимальная ширина косилки, м | Устанавливаемая модель мульчера |
| ICUT3     | 40                        | 1260      | 10                          | 1,7                            | RF 1300                         |
| ICUT4     | 49                        | 1270      | 7                           | 1,7                            | RF-R 1300                       |
| ICUT 4.50 | 50                        | 1430      | 10                          | 1,7                            | RF-R 1300                       |

#### Лесные мульчеры
Мульчеры FERRI, устанавливаемые на тракторы, экскаваторы и фронтальные самоходные машины на сегодняшний день включают 42 модели.
Тракторные мульчеры FERRI
| Модель   | Мощность трактора, л. с. | Рабочая ширина, м | Тип резцов    | Масса, кг |
| TFCB/F   | 60-120                   | 1,6-2,0           | Фиксированные | 810-1030  |
| TFC/R    | 70-150                   | 1.6-2.2           | Подвижные     | 1240-1660 |
| TFC/F    | 70-150                   | 1.4-2.2           | Фиксированные | 1250-1810 |
| TFC-DT/R | 120-200                  | 2.0-2.2           | Подвижные     | 1720-1930 |
| TFC-DT/F | 120-200                  | 2.0-2.2           | Фиксированные | 1870-2080 |

#### Экскаваторные мульчеры FERRI
| Модель | Масса экскаватора, тн | Рабочая ширина, м | Тип резцов    | Масса, кг |
| THFS/R | 5-9                   | 0,8-1,0           | Подвижные     | 380-460   |
| THFS/F | 5-9                   | 0,8-1,0           | Фиксированные | 400-480   |
| THFL/R | 9-15                  | 1,05-1,3          | Подвижные     | 650-845   |
| THFL/F | 9-15                  | 1,05-1,3          | Фиксированные | 690-885   |
| THFM/R | 12-21                 | 1,05-1,6          | Подвижные     | 860-1050  |
| THFM/F | 12-21                 | 1,05-1,6          | Фиксированные | 890-1120  |
| THFP/R | Более 20              | 1,3-1,6           | Подвижные     | 1290-1450 |
| THFP/F | Более 20              | 1,3-1,6           | Фиксированные | 1380-1560 |

#### Мульчеры FERRI фронтальных погрузчиков, минипогрузчиков и специальных шасси

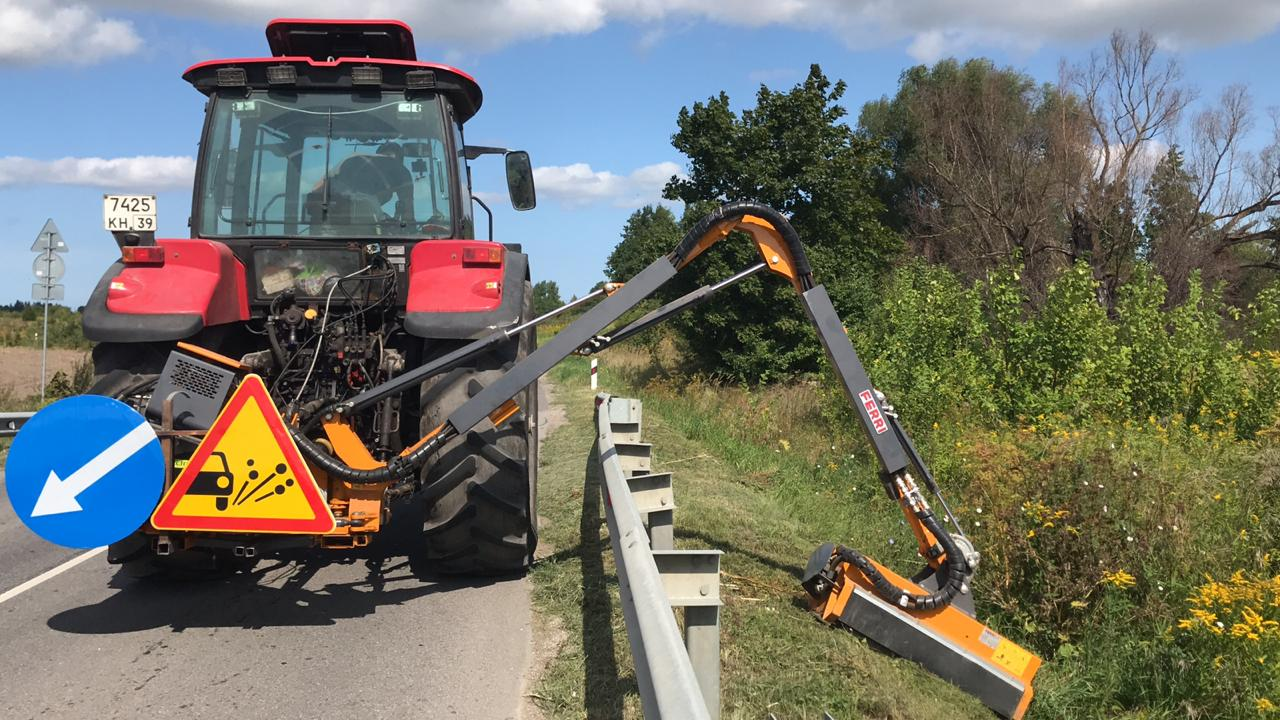
Косилка мульчировщик для работы через барьерное ограждение

| Модель    | Мощность носителя, л. с. | Рабочая ширина, м | Тип резцов    | Масса, кг |
| TSKQ/F    | 60-90                    | 1,4-1,8           | Фиксированные | 790-910   |
| TSKF/F    | 90-150                   | 1,8-2,2           | Фиксированные | 1450-1990 |
| TSKF-DT/F | От 200                   | 2,0-2,4           | Фиксированные | 2100-2800 |